# Antonio Deux
Antonio Novembre Deux – maurytyjski zapaśnik walczący obu stylach. Zajął szóste miejsce na igrzyskach afrykańskich w 1995. Siódmy na mistrzostwach Afryki w 1993. Brązowy medalista igrzysk Wysp Oceanu Indyjskiego w 1998 roku.